# Amaurobius vachoni
Espèce
Amaurobius vachoni est une espèce d'araignées aranéomorphes de la famille des Amaurobiidae.

## Distribution
Cette espèce est endémique de Castille-et-León en Espagne,. Elle se rencontre vers Zamora.

## Étymologie
Cette espèce est nommée en l'honneur de Max Vachon.

## Publication originale
- Hubert, 1965 : Remarques sur quelques espèces d'araignées du genre Amaurobius C. Koch, 1837 et description d'une espèce nouvelle. Bulletin du Muséum National d'Histoire Naturelle de Paris, 36, p. 784-796.